# Liste der naturräumlichen Einheiten in Sachsen
Diese Liste der naturräumlichen Einheiten in Sachsen gibt die naturräumlichen Einheiten der chorischen Dimensionsstufe wieder, soweit sie ganz oder teilweise im Freistaat Sachsen liegen. Sie beruht auf der Naturraumkarte von Sachsen, die zwischen 1994 und 2001 von der Arbeitsgruppe „Naturhaushalt und Gebietscharakter“ der Sächsischen Akademie der Wissenschaften im Rahmen des Projektes „Naturräume und Naturraumpotentiale des Freistaates Sachsen im Maßstab 1:50000 als Grundlage für die Landesentwicklungs- und Regionalplanung“ erarbeitet wurde.
Die Dimensionsstufe der Makrogeochoren entspricht annähernd der Naturräumlichen Haupteinheit in der älteren Gliederung für Deutschland, die in den 1950er Jahren begonnen und im Handbuch der naturräumlichen Gliederung Deutschlands (Emil Meynen et al.) vorgestellt wurde.
Die Namen grenzüberschreitender Naturräume sind mit Vorbehalt zu betrachten, da in den benachbarten Bundesländern und Staaten jeweils eigene Naturraumgliederungen und Bezeichnungen in Gebrauch sind.
Das Landschaftsforschungszentrum (LfZ), ein eingetragener Verein in Dresden, hat auf seiner Webseite eine umfassende Recherchemöglichkeit der Naturräume und Naturraumpotentiale Sachsens für die 205 Landschaftseinheiten der mittleren Ebene, die Mesogeochoren, geschaffen. Es ist möglich, nach Orten, Gewässern und Naturraumeinheiten zu suchen. Es gibt Karten mit verschiedenen vorgefertigten Legenden. Diese geben die Möglichkeit, zahlreiche Daten zu recherchieren. Auch können die Ergebnisse ausgedruckt, heruntergeladen und so selbst weiterverarbeitet werden. Der Download ist nicht nur bei den Makro- und Mesogeochoren möglich, sondern auch für die Geometrien der 1.462 Mikrogeochoren Sachsens.

## Namenskonvention
Soweit möglich, griffen die Bearbeiter auf bereits vorhandene Landschaftsnamen zurück. Neu gebildete Namen für Mesogeochoren setzen sich aus Relief- und Substratbezeichnungen sowie den Namen des jeweils größten oder bekanntesten oder zentral gelegenen Ortes zusammen. Dabei blieb die Endung „-gebiet“ ausschließlich den Mikrogeochoren vorbehalten, bei Mesogeochoren wurde stattdessen „-land“ verwendet.

## Liste
Schema der Gliederung:
Naturregion
- Makrogeochore
  - Mesogeochore
    - Mikrogeochoren

### NaturregionSächsisch-Niederlausitzer Heideland
- Elbe-Elster-Niederung
  - Torgauer Elbauen
    - Belgern-Mühlberger Elbe-Aue, Graditzer Elbe-Altaue, Großtrebener Elbe-Altaue, Blumberger Elbe-Altaue, Prettiner Elbe-Aue, Dommitzscher Elbe-Altaue, Loßwiger Elbe-Altaue, Torgauer Elbe-Aue, Döbern-Torgauer Elbe-Aue, Torgau-Kamitzer Elbe-Aue, Lebiener Altelbe-Ebene, Rosenfelder Elbe-Altaue

  - Annaburger Heiden
    - Blumberger Talsand-Ebene, Talsand-Dünen-Platte Zwethauer Wald, Arzberger Talsand-Dünen-Platte, Döbrichauer Talsand-Rinnen-Ebene, Züllsdorfer Talsand-Dünen-Platte, Züllsdorfer Talsand-Rinnen-Ebene

  - Riesaer Elbtal
    - Jacobsthaler Talsand-Rinnen-Ebene, Leutewitzer Tal-Platte, Kreinitz-Röderauer Sand-Platte, Strehlaer Elbe-Aue, Nünchritzer Tal-Platte, Riesaer Elbaue

  - Gröditzer Röderniederung
    - Pulsener Sand/Kies-Platte, Nauwalder Röder-Niederung

  - Grüne und Gohrisch-Heide
    - Koselitzer Schotter-Terrasse, Sand/Kies-Platte der Gohrisch-Heide, Streumener Treibsand-Platte, Glaubitz-Wülknitzer Tal-Platte
- Oberlausitzer Heide- und Teichgebiet
  - Hoyerswerdaer Elsteraue
    - Neudorfer Elster-Aue, Aueninsel Neuwiese, Stadt Hoyerswerda, Auenterrasse Bergen

  - Kamenz-Neschwitzer Auen und Terrassen
    - Rachlauer Talsand-Platte, Koblenz-Caminauer Schotterinsel-Niederung, Aue der Schwarzen Elster, Schönauer Sand-Platte, Ralbitz-Naußlitzer Altmoränen-Platte, Königswarthaer Schwarzwasser-Tal, Lasker Klosterwasser-Tal

  - Großdubrauer Flachrücken und Terrassen
    - Großdubrauer Rücken, Aue der Kleinen Spree bei Milkel, Königswarthaer Talsand-Terrasse, Hahnenberg-Moränenkomplex, Luppaer Senke, Steinitzer Talsand-Terrasse, Eichberg-Gebiet, Wesseler Auen-Terrasse, Oppitzer Talsand-Terrasse

  - Uhyster Heideland
    - Talsand-Terrasse Driewitz-Milkeler Heiden, Mönauer Niederung, Dünenzug Sächsische Heiden, Caminaberg-Platte

  - Klixer Niederung
    - Quatitzer Spreetal-Weitung, Guttauer Teichgebiet, Klixer Spree-Aue, Talsperre Bautzen, Baruther Becken

  - Daubaner Teich- und Heideland
    - Heidegebiet Forst Fischbach und Forst Zimpel, Reichwalder Talsand-Terrasse, Halbendorfer Spree-Tal, Klittener Moor- und Teichgebiet, Ruhethaler Talsand-Terrasse, Dürrbach-Klein Radischer Heide- und Teichgebiet, Warthaer Heide und Daubaner Wald, Commerauer Talsand-Platte, Reichwalder Aue des Schwarzen Schöps

  - Mückaer Heideland
    - Dünengebiet Neudorfer und Mückaer Heide, Krebaer Heide- und Teichgebiet, Mücka-Sproitzer Aue des Schwarzen Schöps, Baruth-Mückaer Heiden

  - Hügelland der Hohen Dubrau
    - Weigersdorfer Altmoränen-Platte, Thränaer Altmoränen-Platte, Dubrauker Sand-Hügelgebiet, Wiesaer Platte, Förstgen-Kollmer Altmoränen-Platte, Daubaner Sand-Platte, Grauwacke-Hügelgebiet Hohe Dubrau, Jänkendorfer Aue des Schwarzen Schöps, Sand-Platte am Oberwald, Diehsaer Altmoränen-Platte, Gebelziger Tertiärton-Platte, Grauwacke-Rücken bei Kollm, Schafberg-Rücken, Thiemendorfer Hügelgebiet

  - Nieskyer Moränenland
    - Moholzer Tertiärton-Platte, Ödernitzer Platte, Moränen-Hügelgebiet Moholzer und Neuhofer Forst, Trebuser Altmoränen-Platte, Talsperre Quitzdorf, Moränen-Hügelgebiet Große und Stannewischer Heide, Nieskyer Moränen-Hügelgebiet, Moränen-Hügelgebiet bei Uhsmannsdorf, Spreehammer-Nieskyer Talmulde

  - Rothenburger Auen- und Heideland
    - Mückenhainer Terrassen-Platte, Kodersdorfer Platte, Heide- und Moorgebiet Biehainer Forst, Deschkaer Niederterrasse, Uhsmannsdorfer Aue des Weißen Schöps, Biehainer Tertiärton-Platte, Klingewalder Terrasse, Ludwigsdorfer Neiße-Tal, Zentendorfer Niederterrasse, Auensandterrasse und Teichgebiet von Rietschen, Lodenauer Neiße-Tal, Rothenburger Talsand-Terrasse, Horka-Kodersdorfer Aue des Weißen Schöps, Daubitzer Heide- und Teichgebiet, Hähnichen-Daubitzer Aue des Weißen Schöps, Neusorge-Spreer Feuchtheiden und Niederterrassen

  - Platten und Rücken am Klosterwasser
    - Doberschützer Ton-Platte, Horkaer Hügelgebiet, Ton-Platte Lugewald, Räckelwitzer Klosterwasser-Tal, Piskowitzer Ton-Platte, Galgenberg-Rückengebiet bei Schmeckwitz, Wetroer Kuppengebiet
- Düben-Dahlener Heide
  - Dübener Heide
    - Authausener Moränen-Platte, Zadlitzer Endmoräne, Dahlenberger Grenzbach-Rinne, Bad Dübener-Presseler Moränen-Platte, Ziethenhofer Heidesand-Ebene, Dommitzsch-Pretzscher Moränen-Ebene, Bad Schmiedeberger Endmoräne, Dommitzsch-Zinnaer Moränen-Platte, Maßdorfer Sand-Platte, Zadlitzer Rinnen- und Sand-Platten, Bad Schmiedeberger Heidesand-Platte, Trossiner Moränen-Platte, Kossaer Heidesand-Platte

  - Eilenburg-Dübener Mulde-Niederung
    - Löbnitzer Talsand-Ebene, Bad Dübener Mulde-Aue, Eilenburger Talsand-Ebene, Sprotta-Battauner Brücher-Rinne, Wurzener Mulde-Aue, Laußig-Wöllnauer Talsand-Ebene, Winkelmühler Brücher-Rinne, Schwarzbach-Brücher-Rinne, Eilenburger Mulde-Aue, Hainichen-Glauchaer Mulde-Aue

  - Mockrehna-Torgauer Sandebenen
    - Talsand-Platte Torgauer Ratsforst, Langenreichenbacher Talsand-Auen-Ebene, Beckwitz-Belgernsche Talsand-Ebene, Wildenhainer Talsand-Auen-Ebene, Torgauer Teich-Ebene, Georgenweg-Melbitzer Talsand-Ebene, Mockrehnaer Moränen-Ebene, Strellner Talsand-Ebene, Torgauer Talsand-Ebene, Mölbitzer Hang, Weidenhainer Talsand-Auen-Ebene

  - Dahlener Heide
    - Zentrale Dahlener Heide, Wohlauer Heide, Lausa-Olganitzer Heide, Schildauer Heiderand-Stufe, Belgernsche Heide, Nördliche Dahlener Heide
- Königsbrück-Ruhlander Heiden
  - Rödernsche und Laußnitzer Heiden
    - Königsbrücker Platte, Kleinnaundorfer Niederung, Radeburger Röder-Aue und Niederterrasse, Radeburger Heide, Königsbrücker Pulsnitz-Tal, Tauscha-Laußnitzer Platte, Buchberg-Rücken, Laußnitzer Moor-Niederung, Ottendorf-Okrillaer Sand/Kies-Platte, Zschornaer Platte, Rödernsche Platte, Freitelsdorfer Röder-Aue und Niederterrasse

  - Königsbrücker Heideland
    - Hausdorfer Sand-Platte, Coseler Kies-Rücken, Königsbrücker Grauwacke-Hügelgebiet, Bernsdorfer Schotter-Heiden, Biehlaer Grauwacke-Hügelgebiet, Wiednitzer Talsand-Heide, Cunnersdorfer Platte, Schmorkauer Platte, Die Dürre Heide bei Otterschütz, Pulsnitz-Terrasse Rohnaer Forst, Otterschütz-Schwepnitzer Heide, Bulleritzer Grauwacke-Kuppengebiet, Grauwacke-Rücken bei Oßling

  - Dubringer Moor und Luppaer Moränenland
    - Alttagebau Clara III, Koschenberg-Gebiet, Altbergbaugebiet Heide, Dubringer Moor, Bröthener Platte, Johannistaler Endmoräne, Lauta-Rinne, Feuchtgebiet Leippe, Stauch-Endmoränen bei Zeißholz
- Muskauer Heide
  - Spremberger Sander- und Heideland
    - Schleifer Sand-Terrasse, Halden bei Mulkwitz, Sander des Slamener Forstes, Talsand-Terrasse Spreetaler und Neustädter Heide

  - Muskauer Heideland
    - Dünenfeld Steinbacher Heide, Tränker Moor- und Dünengebiet, Sand-Terrasse Pechernsche Heide, Dünenzug der Muskauer Heide, Pechern-Priebuser Neiße-Tal, Luschk-Eichgarten-Sand-Terrasse

  - Weißkeißeler Platten und Moore
    - Altteicher Moor- und Dünengebiet, Hermannsdorfer Moor-Niederung, Mühlroser Tertiär-Ebene, Sagarer und Skerbersdorfer Sander, Moor-Niederung Graschina und Sagarer Lug, Struga-Niederung, Trebendorfer Platte, Weißkeißeler Sander-Terrasse
- Lausitzer Grenzwall
  - Muskauer Faltenbogen
    - Südlicher Muskauer Faltenbogen, Weißwasser-Groß Dübener Senke, Muskauer Neiße-Tal, Nördlicher Muskauer Faltenbogen, Gablenz-Muskauer Platte
- Cottbuser Sandplatte (größtenteils in Brandenburg)
  - Döberner Heideland
    - Jämlitzer Sand-Terrasse
- Oberlausitzer Bergbaurevier
  - Lautaer Bergbaurevier
    - Bergbaugebiet Laubusch, Industriegebiet Lauta, Aueninsel Tätzschwitz

  - Spreetaler Bergbaurevier
    - Tagebau Bluno-Spreetal, Elster-Terrassen-Korridor, Burger Kohlepfeiler, Tagebau Scheibe, Alttagebau Burghammer, Tagebau Skado-Koschen, Burger Aue der Kleinen Spree, Tagebau Lohsa-Dreiweibern

  - Knappenroder Bergbaurevier
    - Lohsaer Kohlepfeiler, Weißkollmer Aue der Kleinen Spree, Bergbaugebiet Knappensee, Dünen-Terrasse Weißkollmer Forst, Bergbaugebiet Silbersee, Hoyerswerdaer Dünenterrasse

  - Spreewitzer Heideland
    - Sabrodter Dünenterrasse, Lippener Dünen-Terrasse, Bärwalder Spree-Aueninsel, Döschkower Sand-Terrasse, Spremberger Spree-Tal, Grenzrinne Zollhaus, Dünen-Terrasse Spreewitzer Heide, Talsand-Terrasse Trattendorf-Spreewitzer Heide

  - Boxberger Bergbaurevier
    - Tagebau Reichwalde, Boxberger Dünen-Terrasse, Tagebau Nochten, Tagebau Bärwalde, Boxberger und Wilhelmsfelder Schöps-Terrassen
- Bitterfelder Bergbaurevier (größtenteils in Sachsen-Anhalt)
  - Roitzscher Bergbaurevier
    - Alttagebau Holzweißig-West und Goitzsche

### NaturregionSächsisches Lössgefilde
- Leipziger Land
  - Delitzscher Treibsandebenen
    - Badrina-Sausedlitzer Rinnen-Sand-Ebene, Hohenrodaer Moränen-Ebene, Zschepplin-Noitzscher Heide-Platte, Delitzscher Sand-Ebene, Prellheide-Krippehnaer Sand-Platte

  - Landsberger Lössebenen
    - Rabutzer Moränen-Ebene, Schkeuditzer Schwelle, Großkugeler Moränen-Ebene, Kölsaer Moränen-Ebene, Glesiener Moränen-Platte, Klitzschmarer Moränen-Ebene

  - Rackwitzer Moränenplatten
    - Roitzscher Sand-Ebene, Alttagebau Breitenfeld, Zschortauer Moränen-Ebene, Krostitz-Göritzer Rinnen-Ebene, Lober Tal-Rinne, Naundorfer Schotter-Moränen-Ebene, Alttagebau Delitzsch-Südwest, Rackwitzer Moränen-Platte, Werbeliner Moränen-Ebene, Breitenfelder Schwelle

  - Tauchaer Kuppenland
    - Merkwitzer Moränen-Platte, Tauchaer Moränen-Hügelgebiet, Pehritzscher Moränen-Platte, Wölperner Moränen-Schwelle

  - Leipziger Ebenen und Rinnen
    - Östliche Rietzschke-Rinne, Leipzig-Mockauer Moränen-Ebene, Engelsdorfer Moränen-Platte, Heiterblick-Moränen-Platte, Leipzig-Lößniger Talhang, Leipzig-Gohliser Moränen-Ebene, Leipzig-Connewitzer Terrassen u. Moränen-Platte, Schkeuditzer Hang, Nördliche Rietzschke-Rinne, Taucha-Theklaer Parthe-Tal

  - Markranstädter Moränenplatten
    - Markranstädter Schotter-Moränen Ebene, Zschampert-Aue, Frankenheimer Schotter-Moränen-Ebene, Rückmarsdorfer Moränen-Rücken, Lindenau-Grünauer Schotter-Moränen-Ebene, Rehbacher Moränen-Platte, Dölziger Hang, Alttagebau Kulkwitz, Knautnaundorfer Schotter-Moränen-Ebene

  - Leipziger Elsterauen
    - Dölziger Aue, Schkeuditzer Elster-Luppe-Aue, Markkleeberger Pleiße-Aue, Leipziger Elster-Pleiße-Luppe-Aue, Knautkleeberger Elster-Aue

  - Naunhofer Moränenplatten
    - Macherner Moränen-Platte, Oberholz-Großpösnaer Moränen-Platte, Kleinpösnaer Moränen-Platte, Naunhofer Moränen-Ebene, Borsdorfer Parthe-Niederung, Köhraer Moränen-Ebene, Belgershainer Moränen Platte, Gerichshainer Moränen-Ebene, Stötteritz-Liebertwolkwitzer Moränen-Platte, Göselbach-Rinne, Otterwischer Moränen-Platte, Grethener Parthe-Rinne

  - Bad Lausicker Sandlössplatten
    - Stockheimer Moränen-Platte, Espenhainer Moränen-Ebene, Prießnitzer Moränen-Hügelgebiet, Fürstenholz-Moränen-Platte, Halde Trages, Röthaer Moränen-Ebene, Eulaer Flachriedel und Täler, Lauterbacher Moränen-Platte, Neukirchen-Nenkersdorfer Moränen-Hügelgebiet, Bad Lausicker Moränen-Platte
- Großenhainer Pflege
  - Westliche Großenhainer Pflege
    - Weißiger Treibsand-Platte, Zschauitzer Platte, Goltzschaer Treibsand-Platte, Peritzer Sand-Platte, Colmnitzer Treibsand-Platte, Glaubitzer Plattenrand

  - Nördliche Großenhainer Pflege
    - Skassaer Röder-Aue, Brößnitz-Blochwitzer Treibsand-Platte, Großenhain-Kalkreuther Röder-Aue, Schotter-Platte bei Oelsnitz, Großenhainer Treibsand-Platte, Zabeltitzer Röder-Aue, Schotter-Platte und Dünenfelder bei Frauenhain, Quersaer Treibsand-Platte

  - Südliche Großenhainer Pflege
    - Oberebersbacher Kleinkuppengebiet, Beiersdorfer Kleinkuppengebiet, Altleiser Sandlöß-Platte, Scheibenberg-Neuseußlitzer Landstufe, Zscheila-Oberauer Plänerhänge, Steinbach-Radeburger Treibsand-Platte, Kmehlen-Wantewitzer Löß-Hügelgebiet, Jessener Talmulde, Diera-Okrillaer Sandlöß-Platte, Priestewitzer Sandlöß-Platte, Golkwald-Zeisigberg-Hügelgebiet, Großdobritzer Kleinkuppengebiet, Tertiärton-Platte Gävernitzer Heidchen, Zschauitz-Göhraer Kleinkuppengebiet, Ebersbacher Landstufe, Gosebach-Tal

  - Ortrander Hügelland
    - Thiendorfer Kleinkuppengebiet, Grauwacke-Kuppengebiet bei Ponickau, Böhlaer Rückengebiet, Hirschfelder Endmoränen Rücken, Oberraschützer Forst, Endmoränen-Rücken bei Stölpchen, Lampertswalder Moränenplatte, Naundorf-Lüttichauer Schotter-Platte, Großkmehlener Endmoränen-Rücken, Talmulde des Linzer Wassers, Ponickauer Ton-Platte, Schönborner Grauwacke-Kuppengebiet, Sacka-Röhrsdorfer Hügelgebiet, Welxander Platte
- Köthener Ebene (größtenteils in Sachsen-Anhalt)
  - Landsberger Lössplatten
    - Zschernitzer Moränen-Ebene
- Hallesches Lösshügelland (größtenteils in Sachsen-Anhalt)
  - Dürrenberg-Lützener Sandlössebene
    - Lützener Löß-Ebene, Kitzener Löß-Ebene, Kötzschauer Löß-Ebene
- Nordsächsisches Platten- und Hügelland
  - Hohburger Berge und Platten
    - Börtewitzer Hügelgebiet, Kühnitzscher Moränen-Ebene, Hohburger Porphyr-Berge, Wurzener Porphyr-Kuppen, Schildauer Porphyr-Rücken, Lossa-Tal-Rinne, Dornreichenbacher Porphyr-Kuppen, Thallwitzer Sporn, Nischwitzer Terrasse, Thammenhainer Moränen-Hügelgebiet

  - Wurzener Schotterplatten
    - Burkartshainer Mühlbach-Rinne, Wurzen-Kührener Schotter-Ebene, Trebsener Moränen- und Schotter-Platte, Trebsener Mulde-Aue, Nerchauer Schotter-Ebene

  - Brandiser Hügelland
    - Kohlenberg-Schwelle, Senfberg-Frauenberg-Schwelle, Brandiser Schotter-Platte, Seelingstädter Porphyr-Kuppen, Beiersdorfer Moränen- und Schotter-Platte

  - Wermsdorfer Platten und Schwellen
    - Meltewitzer Sand/Kies-Platte, Östliche Wermsdorfer Porphyr-Schwelle, Dahlener Sand/Kies-Platte, Wermsdorfer Moränen- und Teichgebiet, Westliche Wermsdorfer Porphyr-Schwelle, Fremdiswalder Moränen- und Teichgebiet

  - Oschatzer Hügelland
    - Laaser Hügelgebiet, Schirmenitz-Strehlaer Platte, Liebschützer Berg-Buchberg-Rücken, Lonnewitzer Sandlöß-Platte, Limbacher Sandlöß-Platte, Sörnewitzer Platte, Collmberg-Rücken, Gaunitzer Hügelgebiet, Lampertswalder Sandlöß-Platte, Oschatzer Döllnitz-Tal und Hügelgebiet

  - Riesaer Lössplatten
    - Heyda-Bahraer-Platte, Hof-Seerhausener Jahna-Aue, Unteres Keppritzbach-Tal, Naundorfer Mulde, Mautitz-Riesaer Platte, Ganziger Platte, Canitzer Döllnitz-Aue, Bloßwitzer Platte, Mehltheuer-Stauchitzer-Platte, Borna-Großrügelner Platte

  - Grimmaer Mulde-Hügelland
    - Küchenberg-Porphyr-Plateau, Großbardauer Schotter-Platte, Grimmaer Mulde-Durchbruchstal, Kösserner Mulde-Talhang, Großbothener Porphyr-Hügelgebiet, Sermuther Mulde-Talboden, Colditzer Porphyr-Plateau, Ottenhainer Rotliegend-Plateau, Schönbacher Mulde-Terrassen, Ballendorfer Hügelgebiet
- Bergbaurevier Südraum Leipzig
  - Markkleeberger Bergbaurevier
    - Alttagebau Cospuden, Gaschwitz-Böhlener Kohlepfeiler, Zöbigker Moränen-Platte, Alttagebau Espenhain, Tagebau Zwenkau

  - Lippendorfer Bergbaurevier
    - Pödelwitzer Kohlepfeiler, Audigaster Moränen-Ebene, Lippendorf-Neukieritzscher Moränen-Ebene, Zwenkau-Böhlener Moränen-Ebene, Schnauder-Tal, Alttagebau Peres, Tagebaue Schleenhain-Haselbach, Alttagebau Groitzscher Dreieck

  - Profener Bergbaurevier
    - Alttagebau Profen, Pegauer Löß-Platte, Werben-Domsener Löß-Hügelgebiet, Großgörschener Löß-Stufe

  - Zeitz-Zwenkauer Elsteraue
    - Pegauer Elster-Aue, Zwenkauer Elster-Aue

  - Groitzscher Sandlösshügelland
    - Pautzscher Löß-Hügelgebiet, Groitzscher Löß-Hügelgebiet

  - Bornaer Bergbaurevier
    - Alttagebau Großzössen, Alttagebau Deutzen-Regis-Breitingen-Borna, Deutzener Kohlepfeiler, Pleiße-Gerstenbach-Weitung, Alttagebau Bockwitz-Borna-Ost, Alttagebaue Neukirchen-Thräna-Kraft, Alttagebau Witznitz, Großzössener Kohlepfeiler, Bornaer Kohlepfeiler, Röthaer Pleiße-Aue, Borna-Frohburger Wyhra-Tal
- Ostthüringisches Lösshügelland
  - Kohren-Geithainer Lösshügelland
    - Obergräfenhainer Löß-Hügelgebiet, Kohrener Löß-Hügelgebiet, Arnsdorfer Plateaurand, Wernsdorfer Flachriedelgebiet, Geithainer Löß-Hügelgebiet, Steinbacher Tal-Riedelgebiet

  - Eschefelder Moränenplatten
    - Dolsenhainer Moränen-Hügelgebiet, Leinawald-Löß-Hügelgebiet, Wyhra-Eschefelder Moränen-Platte

  - Crimmitschauer Pleißeland
    - Gößnitzer Pleiße-Talgebiet, Waldsachsen-Gablenzer Plateaurand, Crimmitschauer Becken

  - Lössplateaus bei Crimmitschau
    - Heyersdorfer Plateau, Mannichswalder Plateau

  - Meeraner Lössplateaus
    - Meeraner Tal-Riedelgebiet, Ziegelheimer Plateau, Oberwieraer Plateau, Dennheritzer Plateau
- Mittelsächsisches Lösshügelland
  - Mügelner Lösshügelland
    - Mügelner Döllnitz-Talhang, Ragewitzer Löß-Hügelgebiet, Kemmlitzer Löß-Hügelgebiet, Hohenwussener Löß-Platte, Sornziger Löß-Hügelgebiet, Mügelner Döllnitz-Aue, Glossener Löß-Stufe, Zschoppacher Löß-Hügelgebiet, Mügeln-Schrebitzer Löß-Stufe, Mutzschener Löß-Stufe

  - Lommatzscher Pflege
    - Stauchaer Löß-Platte, Rüsseinaer Löß-Riedelgebiet, Lommatzscher Keppritzbach-Tal, Seilitzer Plateaurand, Katzenberg-Schwelle, Käbschütz-Tal, Hirschstein-Seußlitzer Elbtal, Eckardsberger Plattenrand, Leubener Talrand- und Riedelgebiet, Ziegenhainer Ketzerbach-Tal, Starbacher Löß-Mulde, Striegnitz-Lommatzscher Löß-Platte, Zscheilitzer Löß-Riedelgebiet, Niedermuschützer Platte, Schleinitzer Tal-Riedelgebiet, Unteres Ketzerbach-Tal, Raßlitz-Leippener Löß-Plateau, Zschaitz-Ostrauer Täler- und Löß-Riedelgebiet, Zadel-Winkwitzer Löß-Platte, Mochauer Löß-Platte, Zehren-Meißener Elbtal

  - Döbeln-Leisniger Muldeland
    - Großweitzschener Löß-Plateau, Klosterbuch-Döbelner Mulde-Talboden, Böhlener Mulde-Talhang, Tanndorf-Leisniger Mulde-Talboden, Colditzer Mulde-Talhang, Polkenberger Mulde-Talhang, Oberranschützer Plateaurand, Döbelner Mulde-Talhang, Limmritz-Döbelner Mulde-Talhang, Leisniger Mulde-Talhang, Westewitzer Mulde-Talhang, Tautendorfer Mulde-Talhang

  - Dresden-Meißener Lössplateaurand
    - Cossebauder Hangstufe, Weistropper Plateaurand, Niederwarthaer Hänge, Scharfenberger Plateaurand, Meißen-Scharfenberger Hänge

  - Meißener Lösshügelland
    - Krögiser Löß-Riedelgebiet, Polenzer Tal-Riedelgebiet, Löthainer Löß-Hügelgebiet, Ullendorfer Löß-Hügelgebiet, Unteres Triebisch-Tal
- Oberlausitzer Gefilde
  - Bautzener Gefilde
    - Burker Spree-Talhang, Seitschen-Golenzer Decklöß-Plateau, Jeßnitzer Löß-Platte, Bautzener Spree-Tal, Gnaschwitzer Löß-Plateau, Niederkainaer Decklöß-Platte, Grubditz-Auritzer Decklöß-Plateau, Stiebitzer Löß-Platte, Nebelschützer Löß-Hügelgebiet, Klosterpflege, Bolbritzer Löß-Platte, Doberschauer Löß-Plateau, Salzenforster Decklöß-Platte und Kieskuppen, Teichnitzer Löß-Hügelgebiet, Burkauer Löß-Plateau, Kleinbautzener Hügelgebiet, Sollschwitz-Lugaer Schwarzwasser-Tal, Wölkauer Löß-Plateau, Bautzener Löß-Platte

  - Platten um Radibor
    - Radiborer Decklöß-Platte, Milkwitz-Kleinwelkaer Löß-Hügelgebiet

  - Hochkircher Lössrücken
    - Jenkwitz-Hochkircher Rückengebiet, Breitendorfer Rückengebiet, Drehsaer Hügelgebiet

  - Löbauer Bucht
    - Necherner Talaue, Bellwitzer Löß-Plateau, Paulsdorfer Löß-Plateau, Ebersdorfer Decklöß-Plateau, Kotitzer Decklöß-Platte, Bischdorfer Löß-Plateau, Särkaer Löß-Platte, Oberkemnitzer Löß-Plateau, Löbauer Wasser, Löbauer Löß-Plateau

  - Weigersdorfer Platten
    - Melauner Decklöß-Plateau, Buchholzer Platte, Tal und Randhöhen des Löbauer Wassers bei Gröditz, Brießnitzer Decklöß-Platte, Weißenberger Decklöß-Platte, Cunnewitzer Platte
- Dresdener Elbtalweitung
  - Nordwestliche Dresdener Elbtalweitung
    - Cossebauder Elbeaue und Niederterrasse, Weißeritzaue und Niederterrasse, Gauernitz-Meißener Elbaue, Radebeul-Coswiger Niederterrasse, Zentrale Dresdener Elbaue, Pieschen-Kaditzer Niederterrasse, Spaargebirge, Coswiger Heidesand-Terrasse, Talplatte der Nassau, Brockwitz-Meissener Niederterrasse, Dresden-Radebeuler Heidesand-Terrasse, Dresden-Neustädter Niederterrasse

  - Südöstliche Dresdener Elbtalweitung
    - Zschieren-Loschwitzer Elbaue, Copitz-Pillnitzer Niederterrasse, Pirnaer Elbaue, Gottleuba-Seidewitz-Talboden, Dresden-Altstädter Niederterrasse, Niedersedlitz-Reicker Niederterrasse, Pirna-Heidenauer Niederterrasse, Mockethaler Platte, Blasewitzer Niederterrasse, Kleinzschachwitz-Laubegaster Niederterrasseninseln, Talplatte Graupaer Tännicht
- Mulde-Lösshügelland
  - Rochlitzer Muldeland
    - Wechselburger Mulde-Tal, Milkau-Crossener Tal, Göhrener Mulde-Talhang, Seelitzer Mulde-Talhang, Rochlitzer Berg, Hohnbacher Mulde-Talhang, Wechselburger Mulde-Chemnitz-Talhang, Rochlitzer Mulde-Talhang, Elsdorfer Talmulde, Auenbach-Tal, Lastau-Kralapper Mulde-Talhang, Colditz-Rochlitzer Mulde-Talboden

  - Mittweidaer Lössplateaus
    - Zschoppelshainer Löß-Plateau, Arras-Geringswalder Löß-Plateau, Sachsenburger Plateaurand, Rossauer Plateau, Mittweidaer Plateaurand, Mittweida-Kriebsteiner Zschopau-Tal, Erlauer Löß-Plateau, Waldheimer Zschopau-Tal, Königshain-Altmittweidaer Plateau, Gersdorfer Löß-Plateau, Harthaer Plateaurand, Ziegra-Knobelsdorfer Löß-Plateau, Altgeringswalder Schwelle, Töpelner Mulde-Talhang, Hermsdorfer Plateaurand, Nonnenwald-Niederrossauer Plateau, Meinsberger Plateaurand, Reinsdorfer Plateaurand, Grünlichtenberger Löß-Plateau

  - Zellwald-Mulde-Striegis-Plateaus
    - Roßwein-Nossener Mulde-Tal, Littdorfer Plateaurand, Hainichener Becken, Bräunsdorfer Striegis-Tal, Lüttewitzer Löß-Plateau, Mobendorfer Plateaurand, Langhennersdorfer Plateau, Eulendorfer Hügelgebiet, Wetterwitzer Löß-Schwelle, Greifendorfer Plateaurand, Deutschenboraer Löß-Plateau, Siebenlehner Mulde-Tal, Berbersdorfer Plateaurand, Etzdorfer Plateaurand, Eulaer Löß-Plateau, Großvoigtsberger Plateaurand, Dittmannsdorfer Löß-Plateau, Pappendorf-Böhrigener Striegis-Tal, Marbach-Siebenlehner Plateaurand, Zellwald-Plateau, Dittersbacher Hang, Unteres Striegis-Tal

  - Muldeland bei Freiberg
    - Halsbrücker Mulde-Tal, Conradsdorf-Hilbersdorfer Riedelgebiet, Niederschöna-Naundorfer Riedelgebiet, Muldenhütter Mulde-Tal, Reinsberger Plateaurand, Krummenhennersdorfer Plateaurand, Unteres Bobritzsch-Tal

  - Triebischtal
    - Oberes Triebisch-Tal, Mohorner Plateaurand, Tanneberger Plateaurand, Burkhardswalder Plateaurand

  - Limbach-Oberfrohnaer Lösshügelland
    - Limbacher Plateau, Mühlau-Hartmannsdorfer Hügelgebiet, Röhrsdorfer Hügelgebiet, Callenberg-Niederfrohnaer Hügelgebiet, Burgstädter Plateau, Wittgendorfer Plateau

  - Rabensteiner Höhenzug
    - Lobsdorfer Schwelle, Rabensteiner Höhenzug

  - Wilsdruffer Lössplateaus
    - Blankensteiner Löß-Plateau, Wilsdruffer Löß-Plateau

  - Waldenburg-Peniger Muldeland
    - Peniger Mulde-Tal, Mittleres Chemnitz-Tal, Lunzenauer Mulde-Tal, Stein-Markersdorfer Plateaurand, Rochsburger Mulde-Tal, Ebersbach-Naundorfer Tal-Riedelgebiet, Tauscha-Chursdorfer Plateaurand, Remse-Schlagwitzer Mulde-Tal, Hohenkirchener Schwelle, Waldenburger Plateaurand, Kaufunger Plateaurand, Göritzhainer Chemnitz-Tal, Reinholdshainer Plateaurand
- Erzgebirgsbecken
  - Chemnitzer Lösshügelland
    - Auerswalder Hügelgebiet, Zeisigwald-Hügelgebiet, Hilbersdorfer Plateau

  - Chemnitzer Lössriedelland
    - Oberes Chemnitz-Tal, Westlicher Chemnitz-Terrassenriedel, Östlicher Chemnitz-Terrassenriedel

  - Becken von Flöha und Frankenberg
    - Flöhaer Becken, Altenhainer Plateaurand, Frankenberger Becken und Braunsdorfer Zschopau-Tal, Ottendorf-Niederwiesaer Plateaurand

  - Hohenstein-Ernstthaler Lösshügelland
    - Erlbacher Riedelgebiet, Borna-Siegmarer Hügelgebiet, Leukersdorfer Hügelgebiet, Grünaer Beckenrand, Hohenstein-Enstthaler Hügelgebiet, Neukirchener Hügelgebiet, Gersdorf-Oelsnitzer Riedelgebiet

  - Lichtensteiner Lösshügelland
    - Friedrichsgrüner Hügelgebiet, Rümpfwald bei St. Egidien, Rödlitzbach-Tal, Reinsdorf-Ortmannsdorfer Hügelgebiet, Lungwitzbach-Tal, Zschockener Hügelgebiet, Eckersbacher Hügelgebiet, Glauchauer Plateaurand, Neuschönburger Hügelgebiet, Thurmer Mülsengrund, Bernsdorfer Hang

  - Lössriedelland bei Werdau
    - Königswalder Hügelgebiet, Kleinhessener Plateaurand, Dänkritzer Kippen und Halden, Leubnitzer Riedelgebiet, Langenbernsdorfer Riedelgebiet, Werdauer Pleiße-Talboden, Ruppertsgrüner Pleiße-Talfächer, Langenhessener Plateaurand, Blankenhainer Hügelgebiet

  - Würschnitztal
    - Harthauer Würschnitz-Tal, Neuwürschnitzer Talmulde, Pfaffenhainer Würschnitz-Talboden

  - Zwickau-Glauchauer Muldeland
    - Oberschindmaas-Weidensdorfer Plateaurand, Planitzer Mulde-Talhang, Glauchauer Mulde-Talboden, Oberhohndorfer Mulde-Talhang, Zwickau-Marienthaler Hangmulde, Zwickau-Moseler Talhang, Zwickauer Mulde-Talboden

  - Wilkau-Haßlauer Muldeland
    - Wilkau-Haßlauer Mulde-Tal, Cainsdorfer Riedelgebiet, Wildenfelser Rücken
- Östliches Erzgebirgsvorland
  - Becken von Freital und Kreischa
    - Freitaler Becken, Wilisch-Rücken, Kreischaer Becken

  - Zentrales Elbtalschiefergebirge
    - Gersdorf-Ottendorfer Becken, Meusegast-Niederseidewitzer Landstufe, Krebs-Dohmaer Hügelgebiet, Maxener Riedelgebiet, Burkhardswalder Plateau, Tronitzer Plateau, Seidewitz-Tal, Unteres Müglitz-Tal, Nenntmannsdorfer Plateau

  - Südöstliches Elbtalschiefergebirge
    - Markersbacher Bahra-Tal, Felsenbrücken-Raabstein-Rücken, Riedel-/Rückengebiet Panoramahöhe-Augustusberg, Berggießhübeler Gottleuba-Tal

  - Dohnaer Lössplateaus
    - Unteres Lockwitz-Tal, Plauenscher Grund, Luga-Gommerner Landstufe, Gorknitzer Plateau, Omsewitzer Löß-Plateau, Plauen-Nickerner Löß-Hügelgebiet, Goppelner Löß-Plateau
- Westlausitzer Hügel- und Bergland
  - Moritzburger Kuppenland
    - Moritzburger Kleinkuppen- und Teichgebiet, Lößnitz-Hänge, Moritzburg-Bärnsdorfer Kleinkuppengebiet, Marsdorfer Kleinkuppengebiet, Wahnsdorfer Plateau, Dippelsdorf-Volkersdorfer Kleinkuppengebiet, Friedewald-Lindenauer Kleinkuppengebiet, Berbisdorfer Platte, Kleinkuppengebiet Burggrafenheide, Kleinkuppengebiet Friedewalder Forst

  - Klotzscher Sandplatten
    - Dünen-Plateau Dresdner Heide, Wilschdorfer Platte, Klotzsche-Medinger Sand-/Kies-Platte, Bühlauer Plateau, Hellerrand-Landstufe, Plateaurand der westlichen Dresdner Heide

  - Radeberger Hügelland
    - Talmulde Obere Prießnitz, Seifersdorfer Röder-Tal, Radeberg-Großerkmannsdorfer Granit-Hügelgebiet, Weißiger Bergkuppengebiet, Großdittmannsdorfer Röder-Tal, Hügelgebiet am Dachsenberg, Hermsdorf-Grünberger Kleinkuppengebiet, Langebrücker Hügelgebiet

  - Wachauer Lösshügelland
    - Leppersdorfer Hügelgebiet, Wachauer Hügelgebiet, Wallrodaer Hügelgebiet

  - Großnaundorfer Hügelland
    - Neukircher Grauwacke-Hügelgebiet, Höckendorfer Hügelgebiet, Lomnitzer Hügelgebiet, Häslicher Platte, Gräfenhainer Hügelgebiet

  - Nordwestlausitzer Bergland
    - Hochstein-Steinberg-Rücken, Bischheim-Gersdorfer Talwanne, Häslicher Kuppengebiet, Löß-Plateau Luchsenburg-Wald, Hennersdorfer Berge, Lichtenberger Rücken, Weißbach-Friedersdorfer Tal-Riedelgebiet, Oberes Haselbachtal, Keulenberg-Rücken, Krohnenberg-Kesselberg-Rücken, Oberlichtenauer Tal-Riedelgebiet, Schleißberg-Schwedenstein-Rücken

  - Kamenzer Rücken- und Kuppenland
    - Tal des Schwosdorfer Wassers, Kleinkuppengebiet am Butterberg, Breitenberg-Hofeberg-Rücken, Kamenzer Hutberg, Lückersdorfer Talwanne

  - Elstraer Lösshügelland
    - Rauschwitzer Löß-Hügelgebiet, Kamenz-Elstraer Tal-Riedelgebiet, Steinberg-Thonberg-Rücken

  - Bischofswerda-Großröhrsdorfer Lössplateaus
    - Löß-Plateau Röhrsdorfer Forst, Frankenthal-Bischofswerdaer Löß-Plateau, Goldbacher Hügelgebiet, Löß-Plateau Massenei, Pohla-Cannewitzer Rücken, Seeligstadt-Großharthauer Talmulde, Pulsnitz-Großröhrsdorfer Tal-Riedelgebiet, Bretnig-Hauswalder Löß-Hügelgebiet, Kleinröhrsdorfer Löß-Plateau, Arnsdorf-Seeligstadter Plateau

  - Großdrebnitz-Demitz-Thumitzer Lösshügelland
    - Weickersdorfer Plateau, Demitz-Thumitzer Bergkuppengebiet, Rückersdorfer Löß-Plateau, Langenwolmsdorf-Bühlauer Riedelgebiet, Gaußiger Plateau

  - Südwestlausitzer Riedelland
    - Cunnersdorf-Ehrenberger Riedelgebiet, Stürza-Hohburkersdorfer-Riedel-Rückengebiet, Oberes Sebnitz-Tal, Ottendorfer Tal-Riedelgebiet, Lohsdorf-Schönbacher Riedelgebiet, Hohes Birkigt-Raumberg-Rücken, Mittleres Sebnitz-Tal, Oberes Polenz-Tal, Lichtenhainer Riedelgebiet, Waitzdorf-Goßdorfer Riedelgebiet, Hochbusch-Rücken

  - Sandlössplateaus an der Wesenitz
    - Schmiedefelder Tal-Riedelgebiet, Helmsdorfer Wesenitz-Tal, Dürröhrsdorfer Plateau, Rennersdorfer Sandlöß-Plateau, Wilschdorf-Dittersbacher Plateau

  - Arnsdorfer Sandplateaus
    - Rossendorfer Kleinkuppengebiet, Arnsdorfer Becken, Fischbach-Carswald-Plateau

  - Lössplateaus bei Schönfeld-Weißig
    - Eschdorfer Tal-Riedelgebiet, Bühlau-Malschendorfer Plateaurand, Triebenberg-Borsberg-Rücken, Schönfelder Löß-Plateau, Wachwitz-Pillnitzer Hänge
- Östliche Oberlausitz
  - Zittauer Becken
    - Hirschfelder Neiße-Tal, Olbersdorfer Rückengebiet, Nördliches Zittauer Becken, Südliches Zittauer Becken, Zittauer Neiße- und Mandau-Tal, Tagebau Olbersdorf

  - Großschönauer Becken- und Kuppenland
    - Spitzkunnersdorfer Kuppengebiet, Seifhennersdorfer Kuppengebiet, Oberoderwitzer Kuppengebiet, Großschönauer Becken, Bertsdorfer Kuppengebiet, Hainewalder Kuppengebiet, Breiteberg-Kuppe, Bertsdorfer Becken

  - Großhennersdorfer Lösshügelland
    - Löß-Plateau am Klosterwald, Großhennersdorfer Löß-Plateau, Sonnenhübel-Kuppe, Niederoderwitzer Kuppengebiet, Neundorfer Decklöß-Plateau, Löß-Plateau am Sonnenhübel, Oberoderwitzer Decklöß-Plateau, Wittgendorfer Löß-Hügelgebiet, Dittersbacher Löß-Hügelgebiet, Oderwitzer Löß-Plateau, Großhennersdorfer Kuppengebiet

  - Lössrücken bei Hirschfelde
    - Rückengebiet des Klosterwaldes, Dittelsdorfer Löß-Riedelgebiet, Neiße-Tal bei St. Marienthal

  - Neugersdorfer Lössrücken
    - Seifhennersdorfer Flachrückengebiet, Neugersdorfer Flachrückengebiet, Eibau-Leutersdorfer Rückengebiet

  - Ruppersdorfer Lössplateaus
    - Obercunnersdorfer Löß-Plateau, Ruppersdorfer Decklöß-Plateau, Euldorfer Löß-Plateau

  - Herrnhuter Lösshügelland
    - Löbauer Berg-Schafberg-Rücken, Herrnhuter Hügelrücken, Strahwalder Bergkuppen, Berthelsdorfer Tal-Riedelgebiet, Kemnitzer Löß-Hügelgebiet

  - Lössplateaus auf dem Eigen
    - Löß-Plateau Großer Nonnenwald, Altbernsdorfer Löß-Plateau, Löß-Plateau Kleiner Nonnenwald, Kiesdorfer Löß-Plateau

  - Neißetal bei Görlitz
    - Görlitzer Neiße-Tal, Tagebau Berzdorf, Ostritzer Neiße-Tal

  - Görlitzer Lössplateaus
    - Girbigsdorfer Decklöß-Platte, Pfaffendorfer Löß-Plateau, Kunnewitzer Zerschneidungshang, Holtendorfer Löß-Platte, Landeskrone-Biesnitzer Kuppengebiet, Stadt Görlitz, Kunnersdorfer Kuppengebiet, Gersdorfer Löß-Plateau, Emmerichswalder Platte

  - Reichenbacher Lösshügelland
    - Rotstein-Rücken, Sohlander Löß-Hügelgebiet, Kleinradmeritzer Löß-Plateau, Reichenbacher Decklöß-Hügelgebiet, Meuselwitzer Decklöß-Hügelgebiet, Mengelsdorfer Löß-Hügelgebiet, Friedersdorfer Hügelgebiet

  - Königshainer Berg- und Hügelland
    - Hügelgebiet am Liebstein, Niesky-Rengersdorfer Schiefergebirgs-Randhöhen, Eichberg-Hutberg-Rücken (Königshainer Berge), Arnsdorfer Decklöß-Hügelgebiet, Königshainer Löß-Hügelgebiet, Hochstein-Kämpferberg-Rücken

### NaturregionSächsisches Bergland und Mittelgebirge
- Vogtland
  - Bergener Becken
    - Hohe Reuth-Bergrücken, Nördliches Bergener Becken, Südliches Bergener Becken

  - Greizer Elsterland
    - Hohndorfer Plateaurand, Elsterberger Elster-Tal

  - Nordvogtländische Hochflächen und Flachrücken
    - Waldkirchener Riedelgebiet, Neumarker Hochfläche, Reichenbacher Hochfläche, Raumbach-Tal, Hauptmannsgrüner Rücken, Lichtentanner Pleiße-Tal, Burkhardtswald-Schwelle, Marienthaler Schwelle, Voigtsgrüner Schwelle

  - Nordwestvogtländische Hochflächen
    - Mühltroffer Wisenta-Tal, Langenbacher Hochfläche, Pausaer Weida-Tal, Köthenwald-Hochfläche, Pausaer Hochfläche, Mühltroffer Hochfläche, Unterpirker Hochfläche, Mielesdorfer Hochfläche

  - Oberes mittelvogtländisches Kuppenland
    - Geilsdorfer Bergkuppengebiet, Oberhartmannsreuther Kuppengebiet, Kemnitz-Tal, Großzöberner Kuppengebiet, Heinersgrüner Kuppengebiet, Ottengrüner Kuppengebiet, Krebeser Bergkuppengebiet, Zettlarsgrüner Hochfläche, Feilebach-Tal

  - Ostvogtländische Hochflächen
    - Treuener Hochfläche, Thoßfeller Trieb-Tal, Rodewischer Rückengebiet, Mylauer Göltzsch-Tal, Johannhöhe-Rücken, Zobeser Hochfläche, Werdaer Hochfläche, Falkensteiner Hochfläche, Limbach-Tal, Treba-Tal, Geigenbach-Tal, Netzschkauer Hochfläche, Auerbacher Göltzsch-Tal, Theumaer Hochfläche, Hartmannsgrüner Hochfläche

  - Obervogtländische Hochflächen
    - Bösenbrunner Rückengebiet, Oberhermsgrüner Hochfläche, Possecker Hochfläche, Triebelbach-Tal, Triebeler Talkessel

  - Obervogtländisches Riedelland
    - Brotenfelder Riedelgebiet, Haarbach-Tal, Wohlhausener Riedelgebiet, Lochbach-Tal, Görnitzbach-Tal, Bergener Riedelgebiet, Tetterweinbach-Tal, Marieneyer Riedelgebiet, Würschnitzbach-Tal, Adorfer Elster-Tal, Tirschendorfer Riedelgebiet, Markneukirchener Riedelgebiet, Eisenbach-Tal, Schwarzbach-Tal, Breitenfelder Riedelgebiet, Ebmather Hochfläche, Arnsgrüner Riedelgebiet

  - Bergaer Riedelland
    - Trünziger Hügelgebiet

  - Unteres mittelvogtländisches Kuppenland
    - Syrauer Hochfläche, Jocketaer Elster-Tal, Jößnitzer Kuppengebiet, Oelsnitzer Elster-Tal, Meßbacher Kuppengebiet, Rodersdorfer Kuppengebiet, Neundorfer Kuppengebiet, Friesenbach-Tal, Oberlosaer Kuppengebiet, Reusaer Rückengebiet, Hainbach-Tal, Pirker Elster-Tal, Großfriesener Kuppengebiet, Planschwitzer Kuppengebiet, Plauener Kuppengebiet, Helmsgrüner Kuppengebiet, Pöhler Trieb-Tal, Herlasgrüner Kuppengebiet, Triebitzbach-Tal, Plauener Elster-Tal

  - Westvogtländische Hochflächen
    - Trogener Hochfläche, Mißlareuther Hochfläche, Gutenfürster Hochfläche

  - Westvogtländisches Riedel-, Rücken- und Kuppenland
    - Tobertitzer Riedelgebiet, Arnsgrüner Riedelgebiet, Reuther Rückengebiet, Rückengebiet von Mehltheuer, Ranspacher Kuppengebiet, Leubnitzer Riedelgebiet, Fröbersgrüner Riedelgebiet, Thierbacher Rückengebiet, Kuppengebiet Mühltroffer Wald, Schönlinder Rückengebiet, Schönberger Rückengebiet, Rosenbach-Tal, Görschnitzer Riedelgebiet, Rodauer Riedelgebiet

  - Greizer und Werdauer Wald
    - Gottesgrüner Hochfläche, Zentraler Werdauer Wald
- Elbsandsteingebirge
  - Nördliche Vordere Sächsische Schweiz
    - Pirna-Naundorfer Elbtal, Wehlener Ebenheit, Rathewalder Randebenheit, Lohmener Ebenheit, Kohlberg-Schöne Höhe-Kuhberg-Rücken, Porschendorfer Becken

  - Südliche Vordere Sächsische Schweiz
    - Bielataler Zerschneidungsrelief, Oberes Biela-Tal, Brander Hochfläche, Langenhennersdorfer Plateau, Rottwerndorfer Gottleuba-Tal, Raumer Plateau, Krietzschwitzer Schichtstufe, Leupoldishainer Ebenheit, Cottaer Ebenheit, Losholz-Beutwald-Plateau, Pirna-Krietzschwitzer Ebenheit, Langenhennersdorfer Gottleuba-Tal, Rosenthaler Plateau

  - Zentrale Sächsische Schweiz
    - Felsberg-Riedelgebiet Bärensteine-Rauenstein, Sandstein Felsgebiet Bastei, Leupoldishainer Plateaurand, Sandstein-Felsgebiet Nikolsdorfer Wände, Unteres Biela-Tal, Struppener Randebenheit, Wehlen-Königsteiner Elbtal, Lachsbach-Tal, Waltersdorfer Randebenheit, Uttewalder Felsberg-Riedelgebiet, Gohrischer Felsberg-Riedelgebiet, Sandstein-Felsgebiet Brand-Ochel

  - Südliche Sächsische Schweiz
    - Buchhübel-Rückengebiet, Cunnersdorfer Bach/Taubenbach-Tal, Hochfläche am Großen Zschirnstein, Cunnersdorfer Hänge, Wolfsberg-Eisenhübel-Riedelgebiet, Sandst.-Tal-Riedelgeb. Lampertsstein-Schmalzgruben, Oberes Krippenbach-Tal, Zschirnsteine, Gelobtbach-Tal

  - Sächsische Schweiz um Bad Schandau
    - Ostrauer Scheibe, Unteres Krippenbach-Tal, Rathmannsdorfer Randebenheit, Schmilkaer Elbtal, Papstdorfer Randebenheit, Bad Schandauer Elbtal, Reinhardtsdorf-Schönaer-Ebenheit

  - Hintere Sächsische Schweiz
    - Hinterhermsdorfer Plateau, Sandstein-Felsgebiet Thorwalder Wände, Kirnitzsch-Tal, Ebenheit Wildensteiner Wald, Tal-Felsgebiet Zschand, Sandstein-Felsgebiet Schrammsteine, Hohe Liebe, Felsberg-Tal-Riedelgebiet Mittlere Kirnitzsch, Schmilkaer Ebenheit, Winterberg-Plateau, Tal-Felsgebiet Zahnsgrund, Oberes Kirnitzsch-Gebiet
- Oberlausitzer Bergland
  - Östliches Oberlausitzer Bergland
    - Beiersdorfer Rückengebiet, Bergrücken Großer Wald, Neusalza-Spremberger Rückengebiet, Ebersbacher Rückengebiet, Lauba-Dürrhennersdorfer Rückengebiet, Schönbacher Flachrücken, Brandbusch-Taubenberg-Bergkuppen, Oppacher Rückengebiet, Kottmar-Bergkuppe, Sohland-Wehrsdorfer Tal-Riedelgebiet, Neuschönberger Flachrückengebiet, Sohland-Taubenheimer Spree-Tal, Kottmarsdorfer Rückengebiet

  - Nördliches Oberlausitzer Bergland
    - Mönchswalder Bergrücken, Hoher Hahn-Picho-Bergrücken, Schirgiswalder Spree-Tal, Dretschen-Oberguriger Rückengebiet, Bergrücken Weifaer Höhe-Dahrener Berg, Rückenberg-Bergkuppengebiet, Kleindehsaer Rückengebiet, Kälbersteine-Bieleboh-Bergrücken, Eulowitzer Zerschneidungshang, Valtenberg-Bergrückengebiet, Neukirch-Putzkauer Talwanne, Rachlauer Rückengebiet, Wilthener Talwanne, Ringenhainer Bergkuppengebiet, Crostauer Hügelgebiet, Cunewalder Talwanne (Südteil), Großpostwitz-Kirschauer Spree-Tal, Cunewalder Talwanne (Nordteil), Czorneboh-Hochstein-Bergrücken, Hohberg-Mannsberg Rücken

  - Westliches Oberlausitzer Bergland
    - Schelmberg-Hoher Hahn-Bergkuppengebiet, Berthelsdorfer Tal-Riedelgebiet, Neustadter Becken, Hohwald-Plateau, Rüdenberg-Wachberg-Rücken, Unger

  - Südwestliches Oberlausitzer Bergland
    - Wachberg-Steinberg-Kuppengebiet, Saupsdorfer Räumichtbach-Tal, Tanzplan-Hänge
- Elstergebirge
  - Nördliches Elstergebirge
    - Plattenberg-Rücken, Oberes Elster-Tal, Rauner Bach-Tal, Rauner Bergrückengebiet, Rohrbacher Riedelgebiet, Hennebach-Tal, Landwüster Bergrückengebiet, Brunnenberg-Rücken, Talkessel von Bad Elster, Wolfsberg-Rücken

  - Südliches Elstergebirge
    - Bad Brambacher Bergrückengebiet, Landstufe am Kapellenberg, Fleißenbach-Tal
- Westerzgebirge
  - Auer Talkessel mit Höhenrücken
    - Zschorlauer Rücken, Bockauer Mulde-Tal, Zschorlaubach-Tal, Unteres Schwarzwasser-Tal, Gleesberg-Rücken, Albernauer Steinberg-Rücken, Eichert-Sachsenstein-Rücken, Auer Talkessel

  - Bockauer Hochfläche
    - Lauter-Bermsgrüner Hang, Bockauer Hangnische, Ochsenkopf-Hochfläche, Sosaer Zerschneidungs-Hang

  - Eibenstocker Bergrücken
    - Eibenstocker Talsperrengebiet, Blauenthaler Mulde-Tal, Jägersgrüner Mulde-Tal, Mühlberg-Krinitzberg-Riedelgebiet, Tal der Kleinen Pyra, Rautenkranz-Schönheider Mulde-Tal, Carlsfelder Wilzsch-Tal, Eibenstocker Rückengebiet, Riedelgebiet am Ameisenhübel, Thierberg-Runder Hübel-Rücken, Tannenbergsthaler Rückengebiet, Eibenstocker Zerschneidungsgebiet

  - Nordwestrandstufe des Erzgebirges
    - Wiesenburger Randstufe, Langenbacher Randstufe, Landstufe bei Hartmannsdorf, Burkersdorfer Schwelle

  - Westrandstufe des Erzgebirges bei Auerbach
    - Wernesbach-Tal, Engtal der Weißen Göltzsch, Landstufe bei Rützengrün, Landstufe bei Ellefeld

  - Westrandstufe des Erzgebirges bei Markneukirchen
    - Hirschberg-Spornreuth-Raunerberg-Rücken, Landesgemeinde-Tal, Landstufe bei Erlbach

  - Westrandstufe des Erzgebirges bei Schöneck
    - Kornaer Rückengebiet, Landstufe der Streugrün, Schilbacher Quellwannengebiet, Landstufe am oberen Görnitzbach

  - Hoch- und Kammlagen um den Auersberg und Aschberg
    - Tal der Kleinen Bockau, Aschberg-Rücken, Buchschachtel-Rücken, Rammelsberg-Rücken, Erlabrunner Steinbach-Tal, Talgebiet der Großen Bockau, Auersberg-Massiv, Auersberg-Bergrücken, Johanngeorgenstadter Hochflächenrand, Johanngeorgenstadter Schwarzwasser-Tal, Brückenberg-Hochfläche, Herrenberg-Wolfsberg-Rücken, Hochfläche bei Carlsfeld, Hangstufe am Zeisiggesang, Morgenröther Talgebiet der Großen Pyra, Kiel-Bergrücken, Steinbach-Riesenberger Hochfläche, Schöne Aussicht-Riedel, Mühlleithener Bergrückengebiet

  - Hochflächen bei Schöneck
    - Grünbacher Hochfläche, Beerheider Hochfläche, Schönecker Hochfläche, Woderich

  - Hochflächen bei Schneeberg
    - Hundshübler Kuppengebiet, Schneeberger Hochfläche, Burkhardtsgrüner Kuppengebiet, Filzteich-Hochfläche

  - Kirchberger Becken
    - Plohner Kuppengebiet, Stangengrüner Rückengebiet, Obercrinitzer Kuppengebiet, Kirchberger Kuppen- und Teichgebiet, Rödelbach-Tal

  - Kuhberg-Steinberg-Rückenland
    - Kuhberg-Rücken, Rothenkirchener Quellmulde, Rothenkirchener Hochfläche, Steinberg-Mausberg-Rücken

  - Schönheider Hochflächen
    - Silberbach-Tal, Schönheider Kuppengebiet, Schnarrtanner Hochfläche

  - Klingenthaler Bergrücken
    - Körnerberg-Rücken, Oberes Zwota-Tal, Brunndöbra- und Steindöbra-Tal, Goldberg-Scheibenberg-Rücken, Hoher Brand-Bergrücken, Schwarzberg-Rücken

  - Hartensteiner Muldeland
    - Schlema-Hartensteiner Mulde-Talgebiet, Oberes Schlema-Tal
- Mittleres Erzgebirge
  - Flöhatal
    - Pockauer Flöha-Tal, Olbernhauer Talwanne, Borstendorfer Flöha-Tal, Augustusburger Rücken, Falkenauer Flöha-Tal

  - Grünhainer Hochfläche
    - Bernsbach-Beierfelder Landstufe, Grünhainer Talgebiet, Grünhainer Hochfläche, Schatzenstein-Rücken

  - Geyerscher Wald
    - Hochfläche Geyerscher Wald, Westrandstufe des Geyerschen Waldes

  - Hoch- und Kammlagen um den Fichtelberg
    - Gifthütten-Zerschneidungshang, Fichtelberg-Rücken, Grenzberg-Rücken, Hundsmarter-Steinriegel-Dreiberg-Rückengebiet, Eisenberg-Rücken, Jöhstadt-Grumbacher Hochfläche, Bärensteiner Pöhlbach-Tal, Tal der Kleinen Mittweida, Oberes Pöhlbach-Tal, Oberes Mittweida-Tal, Pöhlwasser-Mückenbach-Talgebiet, Kühberger Pöhlbach-Tal, Rabenberg-Hochfläche, Taufichtig-Tellerhäuser Hochfläche, Bachberg-Bärenstein-Rücken, Eisensteinberg-Riedel

  - Marienberger Hochflächen
    - Marienberger Hochfläche, Ansprunger Hochfläche, Zöblitzer Talgebiet der Schwarzen Pockau

  - Höhenrücken bei Annaberg-Buchholz
    - Unteres Sehma-Tal, Crottendorfer Zschopau-Tal, Liebenstein-Reiserberg-Rücken, Tannenberg-Wiesaer Zschopau-Tal-Riedelgebiet, Oberes Sehma-Tal, Kalkberg-Siebensäure Riedelgebiet, Buchholzer Rücken, Mittleres Sehma-Tal, Pöhlberg-Königsluster Rücken, Schlettauer Zschopau-Tal

  - Höhenrücken bei Lengefeld
    - Börnichener Rücken, Heinzebank-Rücken, Lautenbach-Talgebiet, Lauterbacher Rücken, Lengefelder Riedelgebiet

  - Höhenrücken an der oberen Preßnitz
    - Oberes Preßnitz-Talgebiet, Steinbacher Talrand und Riedelgebiet

  - Abdachung am Schwarzwasser
    - Ziegengehau-Riedel, Breitenbrunner Zerschneidungshang, Crandorfer Rücken, Mittleres Schwarzwasser-Tal, Mittleres Mittweida-Tal, Pöhlaer Zerschneidungshang, Pöhlaer Pöhlwasser-Tal, Lauter-Schwarzenberger Talweitung, Raschau-Markersbacher Mittweida-Tal, Rittersgrüner Pöhlwasser-Tal

  - Hochflächen um Scheibenberg
    - Hermannsdorfer Rückengebiet, Elterlein-Langenberger Tal-Riedelgebiet, Hochfläche Hermannsdorfer Wiesen, Schlettauer Brünlas-Hochfläche, Scheibenberg-Hochfläche

  - Kammhochflächen bei Kühnhaide
    - Tal der Schwarzen Pockau, Rungstock-Grünthaler Hang, Satzunger Hochfläche, Rübenauer Hochfläche, Kühnhaider Hochfläche, Halbmeilenbach-Tal, Sophienstein-Rücken, Natzschung-Tal

  - Stollberger Nordrandstufe des Erzgebirges
    - Gablenzbach-Tal, Stollberger Erzgebirgs-Randstufe, Grüna-Lößnitzer Hang, Beuthaer Talmulde, Niederwürschnitzer Rücken

  - Nordrandstufe des Erzgebirges bei Chemnitz
    - Klaffenbacher Erzgebirgs-Randstufe, Erfenschlager Zwönitz-Tal, Eubaer Erzgebirgs-Rand, Jahnsdorfer Erzgebirgs-Randstufe

  - Thumer Höhenrücken
    - Abtwald-Auerbacher Hang, Unteres Wilisch-Tal, Thumer Hang, Ehrenfriedersdorfer Wilisch-Talgebiet, Greifenstein-Rücken, Auerbach-Gelenauer Höhenzug, Franzenshöher Rücken

  - Wolkensteiner Riedelland
    - Scharfensteiner Zschopau-Tal, Drebacher Riedelgebiet, Niederschmiedeberger Preßnitz-Tal, Großolbersdorfer Riedelgebiet, Venusberger Riedelgebiet, Hilmersdorf-Großrückerswalder Riedelgebiet, Falkenbacher Riedelgebiet, Wiesenbad-Wolkensteiner Zschopau-Tal, Arnsfeld-Mildenauer Riedelgebiet, Königswalder Pöhlbach-Tal

  - Zwönitzer Hochfläche
    - Lößnitzer Täler- und Riedelgebiet, Zwönitzer Talmulde, Zwönitzer Streitwald-Hochfläche

  - Zschopauer Riedelland
    - Kleinolbersdorf-Gornauer Riedelgebiet, Weißbacher Riedelgebiet, Erdmannsdorfer Zschopau-Talgebiet, Krumhermersdorfer Riedelgebiet, Zschopauer Becken

  - Zwönitztal
    - Brünlos-Bürgerwald-Höhenzug, Thalheimer Zwönitz-Tal, Steinberg-Höhenzug, Kemtauer Zwönitz-Tal, Meinersdorfer Zwönitz-Tal
- Osterzgebirge
  - Dippoldiswalder Riedelland
    - Rabenauer Zerschneidungsgebiet, Dippoldiswalder Weißeritz-Tal, Ruppendorfer Hochfläche, Somsdorf-Höckendorfer Riedelgebiet, Reichstädter Kuppengebiet, Tharandter Weißeritz-Tal, Seifersdorfer Riedel-Tal-Gebiet, Paulsdorf-Höckendorfer Heide, Beerwalder Riedelgebiet

  - Frauensteiner Hochflächen und Riedel
    - Pretzschendorf-Friedersdorfer Hochfläche, Oberbobritzscher Riedelgebiet, Frauensteiner Riedel-Tal-Gebiet, Colmnitzer Hochfläche, Niederbobritzscher Kleinkuppengebiet

  - Freiberger und Oederaner Hochflächen
    - Freiberger Riedelgebiet, Schönerstadter Rücken, Hetzdorf-Gahlenzer Plateaurand, Brand-Erbisdorfer Hochfläche, Kirchbacher Hochfläche, Großhartmannsdorfer Teich-Hochfläche, Langenauer Striegis-Tal, Langenstriegis-Hausdorfer Hang, Kleinhartmannsdorfer Rücken, Freiwald-Hochfläche, Frankenstein-Oberschönaer Tal-Riedelgebiet, Eppendorfer Plateaurand, Oederaner Becken

  - Muldeland bei Lichtenberg
    - Muldaer Mulde-Tal, Weigmannsdorf-Müdisdorfer Talwanne, Mulde-Tal am Hohen Schuß, Hennigshöhe-Sauofen-Rücken, Chemnitzbach-Tal, Mordstein-Rücken, Unteres Gimmlitz-Tal, Weißenborner Mulde-Tal

  - Muldeland bei Nassau
    - Dittersbach-Nassauer Flachriedelgebiet, Oberes Gimmlitz-Tal, Clausnitzer Mulde-Tal, Tal des Nassauer Baches

  - Hoch- und Kammlagen um den Kahleberg
    - Altenberger Hochfläche, Kahleberg-Lugstein-Rücken, Heerwasser-Hüttenbach-Tal, Schellerhauer Hochfläche, Zinnwald-Georgenfelder Kammhochfläche

  - Hoch- und Kammlagen bei Seiffen
    - Deutscheinsiedeler Hochfläche, Ahornberg-Rücken, Neuwernsdorfer Rückengebiet

  - Hochflächen bei Rechenberg-Bienenmühle
    - Gimmlitz-Quellgebiet, Hermsdorfer Hochfläche, Ringelwald-Fischerwald-Hochfläche, Töpferwald-Hochfläche, Oberes Wildweißeritz-Riedel-Tal-Gebiet, Mulde-Tal bei Rechenberg-Bienenmühle

  - Hochflächenrücken bei Schmiedeberg
    - Oberfrauendorf-Falkenhainer Rücken, Bärenburger Hochfläche, Ulberndorfer Weißeritz-Talrand, Kohlberg-Plateau

  - Riedelland bei Lengefeld
    - Großhartmannsdorfer Rückengebiet, Lippersdorfer Riedelgebiet, Hochfläche Röthenbacher Wald, Saidenbach-Talgebiet, Tal der Großen Lößnitz, Leubsdorfer Riedelgebiet

  - Saydaer Rücken- und Riedelland
    - Zethau-Helbigsdorfer Riedelgebiet, Pfaffrodaer Bielabach-Talgebiet, Neuhausener Flöha-Talgebiet, Saydaer Rückengebiet, Seiffener Rückengebiet, Wernsdorf-Dörnthaler Riedelgebiet, Schweinitz-Tal, Voigtsdorf-Clausnitzer Riedelgebiet, Heidersdorfer Rückengebiet

  - Tharandter Wald
    - Landberg-Rücken, Zentraler Tharandter Wald, Herzogswalder Tal-Riedelgebiet, Tännigt, Südlicher Tharandter Wald, Hetzdorfer Riedelgebiet, Großopitzer Plateau, Östlicher Tharandter Wald, Grunder Triebisch-Talfächer

  - Tal der Wilden Weißeritz
    - Tal der Wilden Weißeritz bei Seyde, Weißeritz-Trakt der Klingenberger Talsperre, Hennersdorfer Weißeritz-Talrand, Klingenberger Weißeritz-Tal, Ammelsdorfer Hochfläche

  - Abdachung bei Kipsdorf und Bärenstein
    - Hirschsprunger Zerschneidungsgebiet, Bärensteiner Müglitz-Talrand, Sadisdorf-Obercarsdorfer Weißeritz-Talrand, Schmiedeberg-Kipsdorfer Zerschneidungsgebiet

  - Reinhardtsgrimmaer Hochflächen
    - Reinhardtsgrimmaer Zerschneidungsgebiet, Dippoldiswalder Heide, Hirschbach-Heide, Reinhardtsgrimmaer Talfächer, Reinholdshainer Hochfläche, Cunnersdorfer Hochfläche, Luchauer Hochfläche, Reinhardtsgrimmaer Heide

  - Liebstädter Riedelland
    - Döbra-Waltersdorfer Riedel-Tal-Gebiet, Schlottwitzer Müglitz-Tal, Schlottwitzer Müglitz-Talrand, Hausdorfer Riedelgebiet, Oberes Seidewitz-Tal, Göppersdorfer Zerschneidungsgebiet, Glashütter Müglitz-Tal, Trebnitz-Tal, Herbergener Plateau, Mittleres Lockwitz-Tal, Liebstadter Seidewitz-Tal, Großröhrsdorf-Berthelsdorfer Riedelgebiet, Göppersdorfer Riedel-Tal-Gebiet

  - Fürstenau-Oelsener Hochflächen
    - Hartmannsbacher Rücken, Hellendorfer Riedel-Tal-Gebiet, Liebenauer Hochfläche, Oberes Gottleuba-Tal, Mordgrundbach-Tal, Fürstenauer Hochfläche, Oberes Müglitz-Tal, Börnersdorf-Breitenauer Hochfläche, Oelsener Riedel-Tal-Gebiet

  - Hochflächen bei Glashütte
    - Johnsbacher Hochfläche, Bärenhecker Müglitz-Tal, Dittersdorfer Hochfläche
- Lausitzer Gebirge
  - Zittauer Gebirge
    - Hartauer Gebirgsfuß, Jonsdorfer Sandsteingebiet, Lückendorfer Sandsteingebiet, Lückendorfer Decklöß-Plateau, Buchberg-Rücken, Hochwald-Rücken, Weberberg-Rücken, Jonsberg-Rücken, Oybiner Felsrevier, Jonsdorfer Talkessel, Waltersdorfer Talkessel, Olbersdorfer Gebirgsfuß, Oybiner Talkessel, Lausche-Rücken

### Südliches Erzgebirgs-Vorland
- Becken von Cheb (Eger) (größtenteils in Tschechien)
  - Nordrand des Beckens von Cheb (Eger)
    - Schönberger Rücken- und Teichgebiet[2]